# Nywky (stacja metra)
Nywky (ukr. Нивки) – stacja kijowskiego metra na linii Swjatoszynśko-Browarśkiej. Została otwarta 5 listopada 1971 roku.
Nazwa stacji nawiązuje do dzielnicy Nywky.
Stacja znajduje się płytko pod ziemią i była wraz ze stacjami Berestejśka i Swiatoszyn pierwszymi w Kijowie budowanymi metodą odkrywkową. Stacja składa się z centralnej sali z rzędami okrągłych kolumnach w pobliżu peronu. Kolumny pokryte są płytkami glazurowanymi w kolorze niebieskim. Wejście do stacji znajduje się na rogu Prospketu Pieriemohy (Aleja Zwycięstwa) i ul. Sczerbakowa.